# 幽☆遊☆白書の原作のみエピソード登場人物一覧
幽☆遊☆白書の原作のみエピソード登場人物一覧では、週刊少年ジャンプに連載された冨樫義博による漫画ならびにこれを原作とするテレビアニメ『幽☆遊☆白書』の中で原作のみ、1 - 2話完結エピソードに登場する人物、あらすじを説明する。

## 解説
アニメ本編未使用もしくはアニメとしての設定が行われた原作エピソード。アニメ本編では、さやかが霊界からの調査官として登場、火事場となった幽助宅で、ほぼ原作通りに役割を担う。「めざせ1勝!!の巻」でのコエンマとぼたんのやりとりの1つ、「SPECIAL DAY」の痴皇はヒトモドキ寄生後の後ろ姿、「平和の群像」の最後「相も変わらず」と、そのエピソード内で幽助が読んでいた雑誌の表紙モデルとして、小兎、樹里、瑠架の登場が「幽☆遊☆白書 オープニングエンディング大百科」で登場、もしくは内容が再現された。

## エピソードリスト

### 老犬と少年の巻!!
いじめられっ子正太は、小さいころからの年老いた愛犬ジロの瀕死の姿に涙する。母親に押されて向かった学校でいじめっ子の話題は、当のジロのことだった。正太が学校から帰った先でジロは死んでいた。ジロは死後も正太を思い成仏できないでいた。正太を学校に向かわせることとジロを成仏させるため、幽助は正太に一芝居を打つことをぼたんに提案する。
正太（しょうた）
両親と愛犬のジロと共に生活している小学生の少年。泣き虫でいじめられっ子でジロに依存していたが、幽助のショック療法で強くなった。いじめっ子2人を強気な態度で負かした後、2人とは友人になる。美少女に弱いらしく、相当の女好き（幽助談）。
ジロ
正太の飼い犬。正太が心配で寿命の限界を超えて生き続けていたが、幽助の荒療治で強くなったのを見届けて昇天した。

### 一年めのクリスマス!!の巻
ぼたんとの遊泳中、ぼたんは不吉な霊気を察知する。長椅子に腰掛けた様子から一目でぼたんは地縛霊と知る。2人は地縛霊から話を聞くことにした。話を聞くと彼氏を待っている間に死んでしまったとのこと。彼は現れたが声を掛けた相手は地縛霊の彼女ではなかった。幽助は激怒した。
加奈（かな）
街中のベンチに座る地縛霊。病気のため、ケンジとの待ち合わせに行けなかったことを後悔している。昇天後、眼鏡をかけた男の霊とのんびりと話をしていた。
ケンジ
加奈の元彼。5年ほど前、待ち合わせにわざとかなり遅れても加奈が待っているかを賭けた。賭けに負けた後は全く連絡を取らなかったことから加奈の死すら気づかず、同じように複数の女の子を弄んでいたために幽助の怒りを買った。
ジュンコ&ヒロミ&カズミ&アキコ
ケンジが騙した女の子。

### 孤独の旅路!!の巻
ぼたんが向かった先は近日中に死ぬことが分かっている1人の老人宅。煮物を差し出す女性に、味見後毒気を吐いた様子を1匹の狸が覗いていた。2人から声を掛けられた狸は、老人との経緯を説明する。
お爺さん
本名不明。事故で家族を亡くしたことと、その後の遺産問題で親族とトラブルを起こし偏屈になる。老い先短かったため、途中から信二に変身したたぬきのしっぽが見えていた。
信二（しんじ）
お爺さんの孫。交通事故で両親と共に死亡。
狸
名称不明。昔、罠に掛かっていたところを信二とお爺さんに助けられる。恩返しのため信二に化け、五日間お爺さんの世話をし、その最期を看取る。

### 束の間の復活の巻

#### 前編
ぼたんから事前に親しい者に姿を見せてはいけないと注意を受け、自身の肉体に生命力を「充電」すべく、1日限りの復活をした幽助。温子が旅行に出かけていることを機に外出。久々のパチンコで日常を謳歌する。一方、螢子は友人たち共々、累ヶ淵中の不良たちに絡まれていた。

#### 後編
累ヶ淵中の転校生・元本大助が螢子をさらっていったことを知った幽助。パチンコの景品で変装し、螢子がさらわれた先へ向かった。
元本大助（もともと だいすけ）
累ヶ淵中に転校してきた不良、2-B。身長は165cmで顔の長さは約40cm。待つことをとても嫌う。工藤夕貴のファン。あだ名は「ダイちゃん」。名前の由来は元木大介。硬派を謳っているスケベな男。だが、ケンカは強く桑原の舎弟3人を1人で叩きのめすほどの実力者。
友人に因縁をつけたため、螢子に手酷くひっぱたかれるが、螢子を気にいり彼女の友人たちに手を出さないことを条件に、螢子を溜り場「きっさ半殺し」に連れ込むが、一時復活していた幽助にあっさり倒された。
なお、幽助より遅れて、螢子救出に赴いた桑原は螢子救出を果たした直後の幽助と会い、死後の彼の身の上に起きていることを初めて知り、幽助の頼みで元本から螢子を救ったのは自分だとし、気を失っている最中の螢子のために置手紙を残すが、螢子は途中から目を覚ましており、本当に助けてくれたのは幽助だと知っており、彼の肉体にマジックでキスマークを描いた。アニメ版では、この話がカットされたため、桑原が幽助が復活できることを知る展開は、幽助の家が火事になった際、螢子が助け出した幽助の肉体を見たことが、きっかけとなった。

### 禁断の遊び!!の巻
正太は幽霊の少女・さやかと仲良くなり、毎晩夢の中で一緒に遊ぶが、さやかの力に引っ張られ、日に日に弱っていた。幽助は正太を救うべく、さやかを引き離そうとする。
さやか
幽霊の少女。詳細は幽☆遊☆白書の登場人物一覧を参照。
志緒里（しおり）
正太の同級生。エピローグに登場。

### ひび割れた友情!!の巻
幼なじみの2人のうち、木内えりは勉強のよくできる女生徒。ある日、木内は、車に轢かれそうになるところを幼なじみ佐藤勝美に助けられる。その他、様々な出来事が木内の身に起こる中、出来事は木内の机に立て掛けたスタンドミラーに少年の姿が映るまでになっていた。木内はトイレの洗面所前で自身の身に起こった様々な出来事と、それを佐藤に打ち明けない理由を別の女生徒に打ち明けた。その内容を佐藤は個室の中で聞いていた。

#### 魔の手!!の巻
佐藤が掛けた呪いは破り捨てた後も手遅れで木内の呪縛を止めることはできなかった。呪符の悪霊たちは呼び出した佐藤に問い掛ける。木内との日々が蘇り、見出した答えは佐藤もまた木内に助けられていたということだった。
木内えり（きうち えり）
ある中学の3年生。3-C。担任から勝美に勝って名門のN高校に行くよう言われるが、勝美と一緒にS女子高に行く。
佐藤勝美（さとう かつみ）
えりの同級生。3-B。両親や担任からのプレッシャーから、彼女に呪いをかけた張本人。呪符を破り捨てるも既に遅く、その呪いが大きくなって、えりが危うく死に掛けたことで深く後悔して謝罪した。後に、えりと一緒にS女子高に行く。
自殺した少年の霊
五年ほど前に自殺した少年の霊。えりや勝美の通う中学校の受験生。勝美の呪符に呼び寄せられた。死んだ当時は道連れにする気持ちがあり、受験生にとりついて悪さをしたが、えりを見ているうちに自分を恥ずかしく思い、改心した。えりに呪いをかけていた勝美に止めるように促した。

### めざせ1勝!!の巻

#### 前編
喧嘩の騒ぎに乗り出す幽助が見た少年は幼なじみのダメ松こと松尾末吉だった。気絶の隙を狙って幽助は松尾に憑依する。他人の肉体に無断で憑依したことに慌てるぼたんだが、現れたコエンマにより幽助の資質を伺う機会と了解が得られた。

#### 後編
末吉に憑依したままの幽助はケンカを売ってきた立川を叩きのめすが、立川の愚行もあって許され、末吉はボクシング部の2年代表に選ばれた。だが、対戦相手は立川以上の危険人物の鮫島だった。
松尾末吉（まつお すえきち）
幽助の小学生のときの同級生にして螢子に続く幼馴染。ダメ松と呼ばれるほどのいじめられっ子であり、千円で幽助によく助けられていた。忌野中学入学後、小学生のころからあこがれていた拳闘をやるべく、ボクシング部に入部。気は弱いが、基礎はしっかりしており、ボクシングの実力は高い。カツアゲに遭っている最中、幽助に憑依され、行動を共にするようになり、鮫島との試合でビビった際には、幽助が動かした腕で殴られたことで吹っ切れて、試合に勝利した。
末吉の母
末吉の母親。中学2年までボクシングを許した。幽助が久しぶりと言っていたことから、幽助とは顔見知りだった様子。
立川（たちかわ）
忌野中学の2年でボクシング部所属。素行が悪い。対抗試合の出場権のことで末吉を逆恨みし、リンチするが、末吉に取り憑いている幽助にあっさり伸される。
主将（キャプテン）
ボクシング部主将。主将として立川を伸ばした功績を主将として注意を行いつつも讃え、2年代表に推薦する。
鮫島（さめじま）
臨終中学ボクシング部2年生。気に入らない人間を部室に連れ込み、腕を折り、片目を潰すなど、立川以上にやばくて強いが、顔を気にしている。対抗試合で末吉と対戦するが、迷いの晴れた末吉に押され、反則承知で放った肘打ちもヘッドギアでガードされてしまい、その直後に敗れる。

### 決闘！地獄団地!!の巻
四聖獣との戦いの最中、幽助と桑原の名を語る偽物が累ヶ淵中を夜襲した事件が起きた。四聖獣との戦いでの疲労感が残っている幽助と桑原は回復したら偽物退治をしようとするが、桑原の舎弟である桐島・沢村・大久保が累ヶ淵中に襲われてしまう。怒りに燃える幽助と桑原は累ヶ淵中との全面戦争に応じるが、全ては魔装束の罠だった。
偽幽助、偽桑原
魔装束のリーダー格。四聖獣との戦いで不在中の幽助と桑原になりすまし、累ヶ淵中を襲撃。偽造生徒手帳も残していった。累ヶ淵中を焚きつけた後は累ヶ淵中の名を騙って、桑原の舎弟たちを襲撃・負傷させた上、「決闘に応じなかったら、今度は1年生を襲う」と伝言を残したことで、幽助&桑原も累ヶ淵中との決闘に誘導した。だが、蔵馬に企みを公にされてしまった上、飛影の手で仲間たちも倒され、残された自分たちも皿屋敷中と累ヶ淵中の呉越同舟で叩きのめされることになった。

### 探偵業復活
螢子の女子校バスケ部女子寮で、朝起きると足跡が1歩ずつベッドに向かってくる怪奇現象が発生していた。螢子は温子を経由して幽助に探偵を依頼。幽助は螢子の提案で女装して女子校に潜入。女子寮到着後、寮内の妖気を霊視したが妖気は感じられなかった。調査後、朝起きると今度は女子寮の部屋は足跡まみれ。友達に報告後、足跡はすっかり消えていた。調査に行き詰まった幽助は解決にワトソンこと蔵馬に状況を説明。蔵馬は幽助に女子校内へ調査して欲しい内容を依頼した。依頼後、蔵馬は真犯人を割り出すには充分、自ら名乗り出てくると事件の解決を示唆する。
広沢秀美（ひろさわ ひでみ）
第一女子1年生でバスケ部所属。
特待生として入学するも己の限界を知り、無気力に。それにより、1年生全員の責任で先輩たちに叱られるようになったことから、直子が起こした度重なる幽霊騒ぎで学校・部活ともに姿を見せなくなる。
桜井直子（さくらい なおこ）
第一女子1年生でバスケ部所属。
秀美のルームメイトだが無気力になった秀美のせいで1年生全員が先輩たちに叱られるようになった上、秀美を責めても開き直られるため、隣の部屋のバスケ部員2人にも協力してもらっての幽霊騒ぎで被害者も演じつつ、秀美を追い出そうとする。
最終的には幽助と蔵馬に頼まれた旅の妖怪に驚かされたことで自白するも自分たちの行動を正当化する発言しかしなかったので幽助と蔵馬からは性質が悪い性格と評された。

### SPECIAL DAY
桑原宅で一家揃って観ていた宇宙人との出会いを特集するテレビ番組内で女性が示したイラストは飛影を思わせる内容だった。魔界統一トーナメント後、飛影は軀軍と共に敗者として魔界に偶然潜り込んでしまった人間を探し、邪眼を用いて魔界に潜り込んでからの記憶を消去、人間界に送り返す作業に従じていた。ある日、飛影は軀に手合わせを願う。断りを入れた軀に飛影が一言入れると軀の表情が一変した。一突きに飛影を要塞外に弾き飛ばした軀は前進を命じる。
放り出された飛影は人間界にいる蔵馬のところに行き、ある花の用意を依頼する。再び軀の前に現れた飛影は、以前に弾き飛ばした直後に頭の中でフラッシュバックしていた記憶を説明し、その記憶を解除する方法と誕生日を祝福した。
痴皇（ちこう）
奴隷商人。軀の回想シーンで、彼女を「ワシの娘」と発言している。軀を玩具奴隷にしていた上、復讐を防ぐために「優しくしてやった」内容の偽の記憶を植えつけていた。飛影によってヒトモドキに寄生させられ、軀の誕生日プレゼントにされた。

### 平和の群像
1話の中でのエピソード集。
扉絵
仲睦まじげに添い寝する煙鬼・孤光夫妻。
柳沢くんの悩み
行き交う生徒たちの中で1人の女子高生に「肩に触れるだけで彼女のすべてを知ることができる（『模写』能力の応用と思われる）…いやできん、そんな姑息で破廉恥な真似は」と思い悩む柳沢。その後ろから別の女子生徒が、その様子をからかった。
高松（たかまつ）
柳沢が当時好意を寄せていた女子高生。
格闘愛
魔界統一トーナメント後、棗に惚れた酎は勝負をもってのアタックを繰り返していた。鈴駒と流石は、かつて鈴駒がおとなしく降参したように、降参したら、と冷やかに眺めていた。その様子を同じく眺めていた九浄は酎の必死さを嘲笑するが、棗は強い口調で抗議した。
海藤くんの休日
物書きにせいを出しては、室内に現れ控えた女性とゲームをしつつ、最後に原稿の確認。深夜1時、海藤は帰宅した。
城戸くんの優しさ
映画館の隣席は空席だった。そこへ来るはずだった女性について「急病だろう」と思い込むも確認はしない城戸だった。
成就しないでしょう
人間界のラジオ番組で小兎、樹里、瑠架の3人はそれぞれが片思いする男性について語っていた。遠く離れた魔界で陣、凍矢、美しい魔闘家鈴木はクシャミした。死々若丸はクシャミせず、意味が分からなかった。
ひとけた台のドラマ
上層部の告発に沈んだコエンマを励まそうと、ぼたんとあやめはコエンマを連れて霊界中を飛び回った。ぼたんが席を外すとコエンマとあやめは一言述べ合った。会話が止まった2人の様子を、ぼたんは缶飲料3本のうちの1缶を飲みながら眺めていた。
月イチ夫婦
幽助のラーメン屋台を前に温子と幽助の父親は幼少のころのできごとと、今の幽助のことで語り合っていた。幽助の父親の顔を覗いた温子は朝まで付き合うことを提案する。
相も変わらず
幽助のラーメン屋台の前に現れたのは螢子。温子のつてでおごりに頼んだチャーシューメンを評価した幽助はいつでも作ると返答。螢子の耳は赤かった。

## 収録巻リスト
| 巻名                     | act. | ジャンプコミックス | 完全版 | 文庫版 | ジャンプリミックス版 | ジャンプリミックス版 | ジャンプリミックス版   | ジャンプリミックス版 |
| 巻名                     | act. | ジャンプコミックス | 完全版 | 文庫版 | 巻                   | 発売年月日           | ISBN                   |                      |
| ------------------------ | ---- | ------------------ | ------ | ------ | -------------------- | -------------------- | ---------------------- | -------------------- |
| 老犬と少年の巻!!         | 4    | 1                  | 1      | 1      | 1                    | 2008年12月22日       | ISBN 978-4-08-109701-2 |                      |
| 一年めのクリスマス!!の巻 | 5    | 1                  | 1      | 1      | 1                    | 2008年12月22日       | ISBN 978-4-08-109701-2 |                      |
| 孤独の旅路!!の巻         | 6    | 1                  | 1      | 1      | 1                    | 2008年12月22日       | ISBN 978-4-08-109701-2 |                      |
| 束の間の復活の巻（前編） | 8    | 1                  | 1      | 1      | 1                    | 2008年12月22日       | ISBN 978-4-08-109701-2 |                      |
| 束の間の復活の巻（後編） | 9    | 2                  | 1      | 1      | 1                    | 2008年12月22日       | ISBN 978-4-08-109701-2 |                      |
| 禁断の遊び!!の巻         | 10   | 2                  | 1      | 1      | 1                    | 2008年12月22日       | ISBN 978-4-08-109701-2 |                      |
| ひび割れた友情!!の巻     | 11   | 2                  | 2      | 1      | 1                    | 2008年12月22日       | ISBN 978-4-08-109701-2 |                      |
| 魔の手!!の巻             | 12   | 2                  | 2      | 1      | 1                    | 2008年12月22日       | ISBN 978-4-08-109701-2 |                      |
| めざせ1勝!!の巻          | 15   | 2                  | 2      | 2      | 1                    | 2008年12月22日       | ISBN 978-4-08-109701-2 |                      |
| 決闘！地獄団地！！の巻   | 45   | 5                  |        |        |                      |                      |                        |                      |
| 探偵業復活               | 171  | 19                 | 15     | 12     | 9                    | 2009年4月27日        | ISBN 978-4-08-109718-0 |                      |
| SPECIAL DAY              | 172  | 19                 | 15     | 12     | 9                    | 2009年4月27日        | ISBN 978-4-08-109718-0 |                      |
| 平和の群像               | 173  | 19                 | 15     | 12     | 9                    | 2009年4月27日        | ISBN 978-4-08-109718-0 |                      |